# ATP Finals 2022 - Đôi
Rajeev Ram và Joe Salisbury là nhà vô địch, đánh bại Nikola Mektić và Mate Pavić trong trận chung kết, 7–6(7–4), 6–4. Đây là danh hiệu ATP Finals đầu tiên của Ram và Salisbury. Salisbury trở thành tay vợt Anh Quốc đầu tiên giành một danh hiệu đôi ATP Finals. Nhà vô địch cũng giành số tiền thưởng cao nhất ở nội dung đôi với $930,300.
Pierre-Hugues Herbert và Nicolas Mahut là đương kim vô địch, nhưng không giành quyền tham dự giải đấu.
Wesley Koolhof và Neal Skupski kết thúc năm với vị trí số 1 bảng xếp hạng đôi ATP sau khi thắng trận đầu tiên ở vòng bảng.

## Hạt giống
1. Wesley Koolhof /  Neal Skupski (Bán kết)
2. Rajeev Ram /  Joe Salisbury (Vô địch)
3. Marcelo Arévalo /  Jean-Julien Rojer (Vòng bảng)
4. Nikola Mektić /  Mate Pavić (Chung kết)
5. Ivan Dodig /  Austin Krajicek (Vòng bảng)
6. Lloyd Glasspool /  Harri Heliövaara (Bán kết)
7. Marcel Granollers /  Horacio Zeballos (Vòng bảng)
8. Thanasi Kokkinakis /  Nick Kyrgios (Vòng bảng)

## Thay thế
1. Matthew Ebden /  Max Purcell (Không thi đấu)
2. Tim Pütz /  Michael Venus (Không thi đấu)

## Kết quả

### Chung kết
|  | Bán kết | Bán kết                          | Bán kết | Bán kết                  | Bán kết |   |    | Chung kết                | Chung kết | Chung kết | Chung kết | Chung kết |  |
|  |         |                                  |         |                          |         |   |    |                          |           |           |           |           |  |
|  | 4       | Nikola Mektić Mate Pavić         | 6       | 64                       | [10]    |   |    |                          |           |           |           |           |  |
|  | 4       | Nikola Mektić Mate Pavić         | 6       | 64                       | [10]    |   |    |                          |           |           |           |           |  |
|  | 6       | Lloyd Glasspool Harri Heliövaara | 4       | 7                        | [6]     |   |    |                          |           |           |           |           |  |
|  | 6       | Lloyd Glasspool Harri Heliövaara | 4       | 7                        | [6]     |   | 4  | Nikola Mektić Mate Pavić | 64        | 4         |           |           |  |
|  |         |                                  |         |                          |         |   | 4  | Nikola Mektić Mate Pavić | 64        | 4         |           |           |  |
|  |         |                                  | 2       | Rajeev Ram Joe Salisbury | 7       | 6 |    |                          |           |           |           |           |  |
|  | 2       | Rajeev Ram Joe Salisbury         | 2       | Rajeev Ram Joe Salisbury | 7       | 6 | 79 | 6                        |           |           |           |           |  |
|  | 2       | Rajeev Ram Joe Salisbury         |         |                          |         |   |    |                          |           |           |           |           |  |
|  | 1       | Wesley Koolhof Neal Skupski      | 67      | 4                        |         |   |    |                          |           |           |           |           |  |

### Bảng Xanh
|   |                                 | Koolhof Skupski       | Mektić Pavić       | Dodig Krajicek   | Kokkinakis Kyrgios    | RR T–B | Set T–B   | Game T–B    | Xếp hạng |
| 1 | Wesley Koolhof Neal Skupski     |                       | 4–6, 6–7(3–7)      | 7–5, 4–6, [10–6] | 6–7(3–7), 6–4, [10–5] | 2–1    | 4–4 (50%) | 35–35 (50%) | 2        |
| 4 | Nikola Mektić Mate Pavić        | 6–4, 7–6(7–3)         |                    | 6–4, 3–6, [10–7] | 7–6(7–4), 7–6(7–4)    | 3–0    | 6–1 (86%) | 37–32 (54%) | 1        |
| 5 | Ivan Dodig Austin Krajicek      | 5–7, 6–4, [6–10]      | 4–6, 6–3, [7–10]   |                  | 6–3, 4–6, [6–10]      | 0–3    | 3–6 (33%) | 31–32 (49%) | 4        |
| 8 | Thanasi Kokkinakis Nick Kyrgios | 7–6(7–3), 4–6, [5–10] | 6–7(4–7), 6–7(4–7) | 3–6, 6–4, [10–6] |                       | 1–2    | 3–5 (38%) | 33–37 (47%) | 3        |

### Bảng Đỏ
|   |                                    | Ram Salisbury          | Arévalo Rojer         | Glasspool Heliövaara | Granollers Zeballos    | RR T–B | Set T–B   | Game T–B    | Xếp hạng |
| 2 | Rajeev Ram Joe Salisbury           |                        | 3–6, 7–6(7–4), [10–5] | 7–5, 6–4             | 6–3, 6–7(8–10), [10–8] | 3–0    | 6–2 (75%) | 37–31 (54%) | 1        |
| 3 | Marcelo Arévalo Jean-Julien Rojer  | 6–3, 6–7(4–7), [5–10]  |                       | 5–7, 6–7(3–7)        | 6–1, 6–7(3–7), [10–7]  | 1–2    | 3–5 (38%) | 36–33 (52%) | 3        |
| 6 | Lloyd Glasspool Harri Heliövaara   | 5–7, 4–6               | 7–5, 7–6(7–3)         |                      | 6–0, 6–4               | 2–1    | 4–2 (67%) | 35–28 (56%) | 2        |
| 7 | Marcel Granollers Horacio Zeballos | 3–6, 7–6(10–8), [8–10] | 1–6, 7–6(7–3), [7–10] | 0–6, 4–6             |                        | 0–3    | 2–6 (25%) | 22–38 (37%) | 4        |

Tiêu chí xếp hạng: 1. Số trận thắng; 2. Số trận; 3. Trong 2 tay vợt đồng hạng, kết quả đối đầu; 4. Trong 3 tay vợt đồng hạng, tỉ lệ % set thắng, sau đó tỉ lệ % game thắng; 5. Xếp hạng ATP.